# 20266 Danielchoi
A 20266 Danielchoi (ideiglenes jelöléssel 1998 FK26) a Naprendszer kisbolygóövében található aszteroida. A LINEAR projekt keretében fedezték fel 1998. március 20-án.